# Halichoeres bleekeri
Halichoeres bleekeri es una especie de peces de la familia Labridae en el orden de los Perciformes.

## Morfología
Los machos pueden llegar alcanzar los 12,2 cm de longitud total.

## Distribución geográfica
Se encuentra desde el Japón hasta las Filipinas.